# 中国2010年上海世界博览会加拿大馆

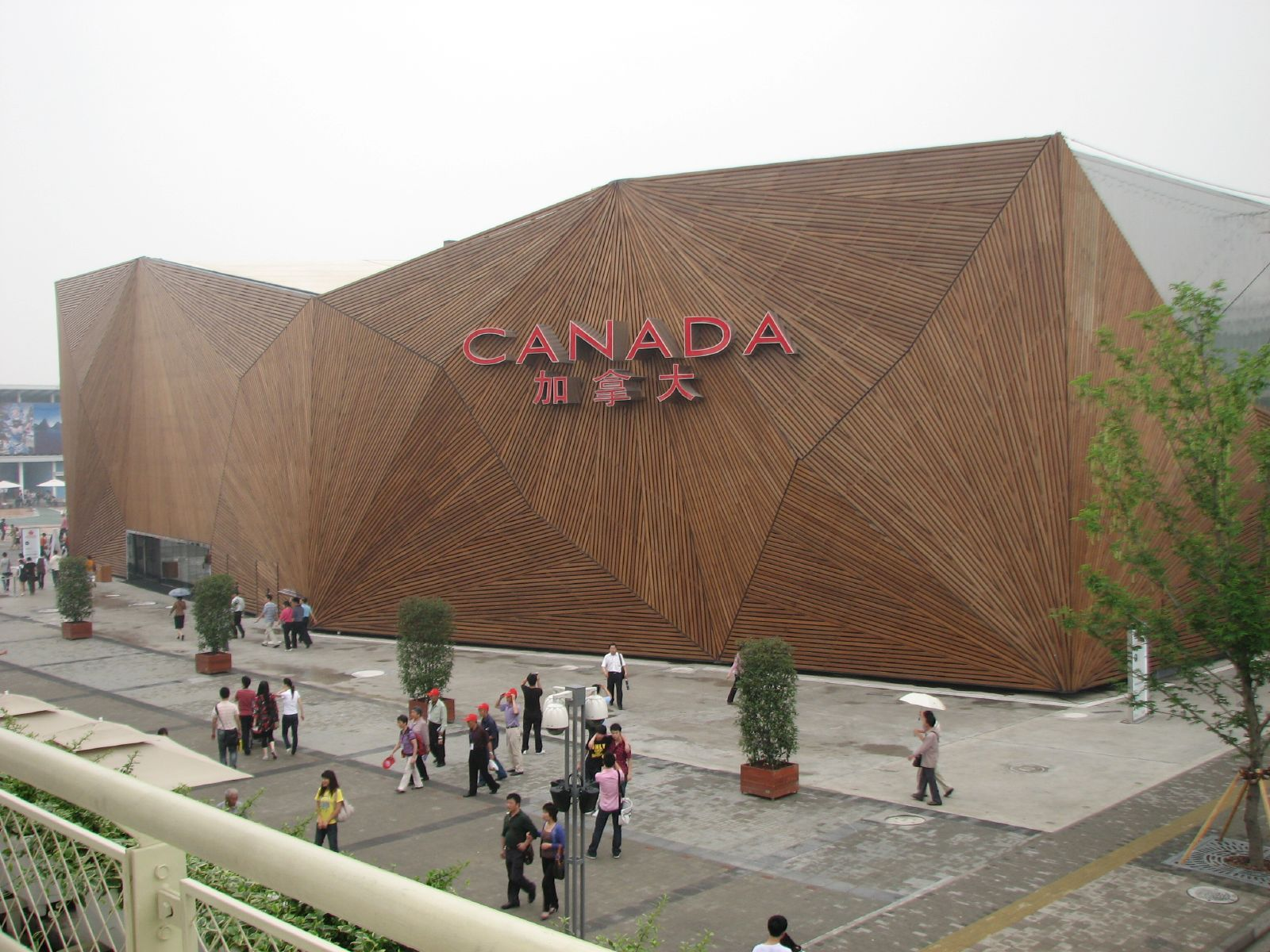
加拿大馆

中国2010年上海世界博览会加拿大馆，简称加拿大馆（英文：Canada Pavilion at Expo 2010），是中国2010年上海世界博览会代表加拿大的展馆，位于世博园区C片区。该展馆的主题为“宜居城市：包容、可持续、创造性”，其展馆的国家馆日为7月1日。该展馆由太阳马戏团设计，展馆面积6000平米。该展馆由三幢大型几何体建筑组成，中央是一片开放的公共区域，可以通过这个公共区域进入展馆。展馆外部墙体由一种特殊的温室绿叶植物覆盖，雨水也将被排水系统回收。太阳马戏团也会在该展馆上演富有创造性的文艺节目。让-弗朗索瓦·普里奥曾特地為加拿大館拍攝了一部5分20秒长的影片，名為Glimpses/Impressions。